# 李暹 (三國)
李暹（？—？），涼州北地郡（郡治富平县，今陕西省富平县）人，中国东汉末期武将，董卓部将李傕兄子。兄弟李利、从弟李式、族父李应。
李暹官至副车中郎将。興平二年（195年）四月、李傕得知郭汜要将汉献帝控制在手中，派遣李暹率兵数千将汉献帝带到自己的大营，将献帝接出宮殿遭到太尉楊彪的反对，李暹不听，派统宫使虎贲王曹等三百人，以轺车三乘将汉献帝及皇后伏寿带到李傕大营。天子一乘，贵人伏氏一乘，贾诩、左灵一乘，其余都是步行跟从。
小説《三国演義》描写曹操派军保護献帝时，李傕派李暹、李別（李利）率军夺回献帝，曹操部将許褚将李暹、李別一刀斬于马下。